# Porta de soroll

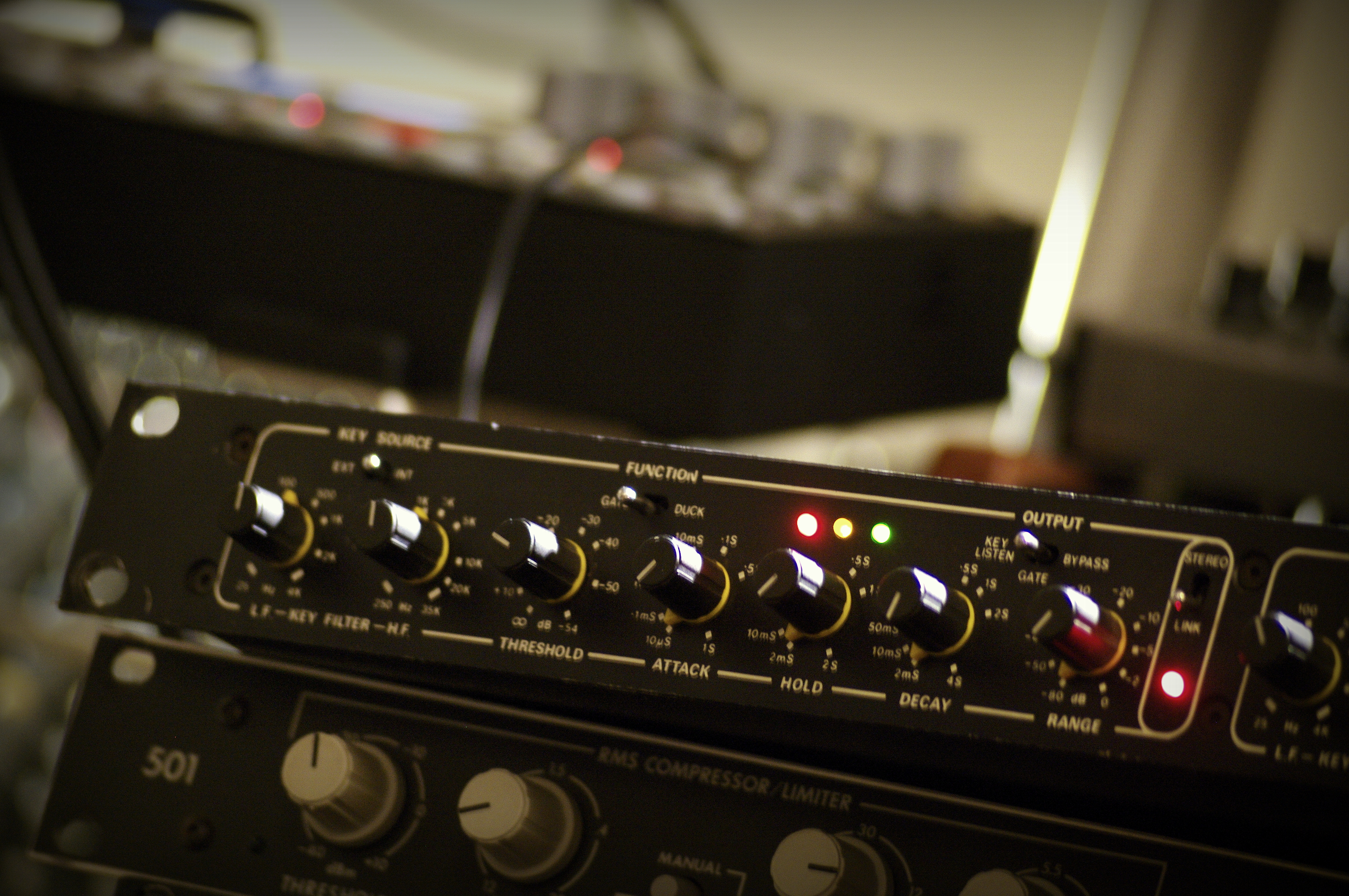
Porta de Soroll

Una porta de soroll, comporta de soroll o Noise Gate és un processador dinàmic de senyal dissenyat per a eliminar els sorolls durant les pauses, però també ofereix un efecte d'escombratge de volum automàtic. És a dir; la funció d'una porta de soroll és tallar el pas de tot senyal que no superi un llindar prefixat. A un estudi d'enregistrament la porta de soroll s'utilitza perquè no entri soroll quan el bateria per exemple deixi de tocar; o perquè no entrin tant els plats pel micròfon de la caixa. En directe s'utilitza menys que als estudis, ja que principalment s'usa per evitar l'entrada d'altres instruments per micròfons aliens; o per tancar el soroll de l'escenari quan ningú toca ni parla.
Entre alguns dels paràmetres dinàmics de les comportes trobem el temps d'atac i el temps de relaxació, que s'encarreguen de controlar amb quina rapidesa reaccionarà la comporta de soroll davant un augment del senyal respecte el nivell de llindar. El temps d'atac (mil·lisegons) ha de ser generalment molt més curt que el temps de relaxació (diversos mil·lisegons).
Ajustar una comporta de soroll requereix una gran quantitat de controls per evitar que la comporta s'obri en fals. Aquests controls són: llindar, ràtio, atac, hold i release.

## Control i ajust
- Llindar (threshold): quan el senyal no sobrepassa el llindar, la porta de soroll no s'obre; quan el senyal el sobrepassa s'obre. Quan el senyal és alt i baixa fins a passar el llindar la porta de soroll actua i impedeix el seu pas.
- Temps d'atac (attack time): és el temps que triga a actuar la porta de soroll, és a dir, a obrir-se la porta de soroll des que el senyal sobrepassa el llindar. Segons el seu ús es fixa un determinat temps d'atac: per exemple, per a una caixa el temps d'atac ha de ser més petit perquè l'atac en copejar és més ràpid; no obstant això, per a un instrument de vent es podria posar un temps d'atac més lent, ja que el so no comença de cop, sinó que comença de forma més progressiva.
- Temps de relaxació (release time/ decay time): és el temps que triga a tancar-se la porta des que el senyal és inferior al llindar. Els temps de relaxació o alliberament són més grans; és a dir, se sol posar més lent el release per evitar tallar la cua al so, ja que sinó quedaria un so molt sintetitzat; encara que si es posa un release molt gran pot disminuir el seu efecte.
- Bypass: generalment és un botó que permet comparar el senyal sense l'actuació de la porta de soroll; és a dir, comparar el senyal original amb el senyal processat amb la porta de soroll activada.[1][2]